# Silvana Jachino

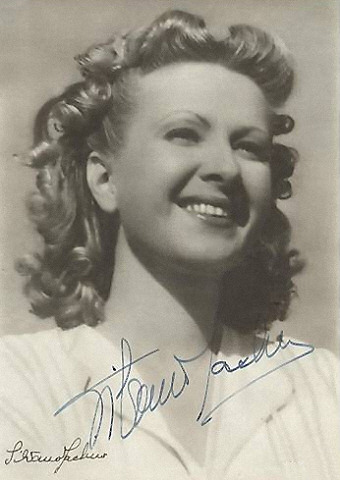
Portrait von Silvana Jachino mit ihrer Unterschrift

Silvana Jachino (* 2. Februar 1916 in Mailand; † 28. August 2004 in Morciano di Romagna, Provinz Rimini) war eine italienische Theater- und Filmschauspielerin.

## Biografie
Die Tochter des Komponisten und Schauspielers Carlo Jachino (1887–1971) war in den 1930er und 1940er Jahren eine populäre Darstellerin, meist in leichten Unterhaltungsproduktionen der Telefoni Bianchi-Zeit des italienischen Films. In der von Vittorio Mussolini geleiteten Zeitschrift „Cinema“ wurde sie 1940 auf Platz 15 der beliebtesten Schauspielerinnen Italiens gelistet. Ihre erste wesentliche Rolle spielte die kleine, blonde Schauspielerin 1935 in L'aria del continente.
Sie blieb erfolgreich, bis der Krieg 1943 die italienische Filmindustrie zum Erliegen brachte. 1947 nahm sie ihre Arbeit wieder auf, musste sich aber mit kleineren Rollen in Genrefilmen begnügen. Später verlegte sie sich auf Mütterrollen, so auch 1965 in ihrem bekanntesten Film Julia und die Geister von Federico Fellini. 1970 beendete sie ihre Karriere.
Silvana Jachino war mit Guido Cingoli verheiratet. Sie starb mit 88 Jahren in einer Klinik in Morciano di Romagna und wurde in Rom beigesetzt.

## Filmografie (Auswahl)
- 1935: L'aria del continente
- 1936: Il corsaro nero
- 1938: Partire
- 1939: Le educande di Saint-Cyr
- 1940: Boccaccio
- 1941: Prinzessin Aschenbrödel (Cenerentola e il signor Bonaventura)
- 1941: Il Re d'Inghilterra non paga
- 1949: Fabiola
- 1952: Ein Auto macht keinen Millionär (Cinque poveri in automobile)
- 1953: Nero – Der Untergang Roms (Nerone e Messalina)
- 1954: Mizar – Spionin im Orient (Mizar (Sabotaggio in mare))
- 1955: Frauen hinter Gittern (L'angelo bianco)
- 1955: Wohnung mit allem Komfort (Gli ultimi cinque minuti)
- 1957: Das Fenster zum Lunapark (La finestra sul Luna Park)
- 1963: Volles Herz und leere Taschen
- 1965: Julia und die Geister (Giulietta degli spiriti)
- 1968: Seine Winchester pfeift das Lied vom Tod (I lunghi giorni dell'odio)
- 1970: Formel 1 – In der Hölle des Grand Prix (Formula 1 – Nell'inferno del Grand Prix)